# 山口学芸大学
山口学芸大学（やまぐちがくげいだいがく、英語: Yamaguchi Gakugei University）は、山口県山口市小郡みらい町一丁目7番1号に本部を置く日本の私立大学。1968年創立、2007年大学設置。大学の略称は山口学芸大(やまぐちがくげいだい)。
学校法人宇部学園が設置、運営を行っている。理事長は二木寛夫。

## 沿革
- 2007年（平成19年）4月 - 山口県山口市小郡みらい町の山口芸術短期大学敷地内に開学
- 2011年（平成23年）4月 - 大学院教育学研究科子ども教育専攻（修士課程）を開設

## 学部・学科

### 教育学部
（下表の出典）
| 教育学科         | 教育学科                                                                   | 教育学科                                                                   |
| ---------------- | -------------------------------------------------------------------------- | -------------------------------------------------------------------------- |
| 初等幼児教育専攻 | 初等教育コース                                                             | 小学校教員・保育職へ                                                       |
| 初等幼児教育専攻 | 保育教育コース                                                             | 小学校教員・保育職へ                                                       |
| 英語教育専攻     | 中等教育課程の教員へ（2021年度より設けられた。それまでは「中等教育専攻」） | 中等教育課程の教員へ（2021年度より設けられた。それまでは「中等教育専攻」） |

| 各専攻・コースで主として取得可能な免許・資格 | 各専攻・コースで主として取得可能な免許・資格                 | 各専攻・コースで主として取得可能な免許・資格                 |
| -------------------------------------------- | ------------------------------------------------------------ | ------------------------------------------------------------ |
| 初等幼児教育専攻                             | 初等教育コース                                               | 小学校教諭一種免許状                                         |
| 初等幼児教育専攻                             | 保育教育コース                                               | 保育士資格、幼稚園教諭一種免許状                             |
| 英語教育専攻                                 | 中学校教諭一種免許状（英語）、高等学校教諭一種免許状（英語） | 中学校教諭一種免許状（英語）、高等学校教諭一種免許状（英語） |

- 特別支援学校教諭一種免許状、児童指導員任用資格、社会福祉主事任用資格、リトミック資格（1級・2級）：履修の仕方によって取得可能[2]

## 大学院
- 教育学研究科
  - 子ども教育専攻（修士課程）

## 施設

### キャンパス
- 新A棟（※平成26年3月、一部完成。）
  - 正面玄関
  - 大講義教室
  - 一般教室
  - 学生ホールほか

※現在、校舎の建て替えが進み、旧A棟と旧B棟(解体済)は新しく、新A棟として生まれ変わる予定である。（平成28年3月完成予定。）
- C棟
  - 学生食堂
  - 就職支援室
  - 図書館
  - 視聴覚教室
  - 調理実習室
  - 音楽教室
  - 理科室
- D棟
  - デザイン・造形実習室
- E棟
  - 医務室
  - 相談室
  - 保育実習室
- F棟
  - 情報処理・CG実習室
  - ソフィアルーム
- G棟
  - デザイン・造形実習室
  - 保育実習室
  - 介護実習室
- I棟(教育学部棟)
- L棟
  - 音楽教室・スタジオ
  - 音楽練習室
- M棟
  - 音楽教室・スタジオ
  - 音楽練習室
  - ゼミ室
- 体育館
- 彫刻実習棟(立体工房)
- 陶芸窯
- グラウンド
- 多目的スペース

寮
- 清心寮

※平成25年3月で閉寮となった。

## 系列校
- 山口芸術短期大学 - キャンパスを共有している
- 慶進中学校・高等学校（宇部市）
- 成進高等学校（美祢市）

## OB・OG
- 武藤央子 - 元小学校教諭、山口放送リポーター[3]。

## 交通アクセス
- JR山口線「上郷駅」より徒歩8分[4]。
- 防長バス「上郷駅前」停留所より徒歩5分[4]。